# Марія Тешинська з Пернштейна
Марія Тешинська з Пернштейна (*24 лютого 1524 - не пізніше 19 листопада 1566) — чеська шляхтянка, дочка Яна IV з Пернштейна та його першої дружини Анни Косткової з Поступиць.

## Життєпис
На картині 1550 року Марія зображена як тонка бліда шатенка з характерними очима. Вона часто була хворобливою. Похована поряд із предками в костелі Св. Варфоломія в Пардубицях.

## Шлюб
8 лютого 1540 року Марія в Тешині вийшла заміж за Вацлава III Адама Тешинського. Але шлюб не був щасливим. Через це, а також через те, що Тешинський замок не забезпечив Марії комфорту, до якого вона звикла в маєтках Пернштейнів, Марія зупиняється у замку Фриштат, де її часто відвідують родичі. У Марії з чоловіком було троє спільних дітей.

## Пісня
На основі її весілля була створена романтична триактна пісня «Біла леді з Перштейна» (нім. Die Burgfrau), прем’єра якої відбулася 28 травня 1832 року на сцені Королівського міського театру (сьогодні «Редута») у Брно. Автор музики Антонін Еміль Тітл і лібрето Антонін Бочек.

### Зовнішні посилання
- Mgr. [Архівовано 10 червня 2020 у Wayback Machine.] РАДІМ ЄЖ: Тешинські Пясти доби Відродження: Життєві долі родини князя Вацлава III. [Архівовано 10 червня 2020 у Wayback Machine.] Адама (1524-1579), магістерська робота ФФ МУ 2009 р. [Архівовано 10 червня 2020 у Wayback Machine.]